# Felix Harrer
Felix Harrer (* 1988 in Selfkant) ist ein deutscher DJ, Produzent und Songwriter. Sein Song 3 Haselnüsse mit Jaques Raupé erreichte Platz 15 in den deutschen Charts.

## Leben
Geboren und aufgewachsen in der Gemeinde Selfkant, begann Harrer im Alter von sechs Jahren mit dem Musikunterricht. Er spielte zunächst Cello und wechselte mit zwölf Jahren zum Schlagzeug. Mit 15 Jahren startete er seine DJ-Karriere, indem er auf Geburtstagen und in Jugendheimen auflegte.
Harrers professionelle Laufbahn begann 2007 mit einem Praktikum beim deutschen Produzenten Jens Kindervater, wo er Einblicke in die Produktion des Charthits „Michael Mind Project – Blinded By The Light“ erhielt. Anfang der 2010er Jahre machte er den Sprung in Großraumdiscotheken und veröffentlichte Musik unter dem Pseudonym Fee_Dee. 2012 gründete er mit Christian Schiffers das Projekt Fun[k]House, das durch die Debütsingle „Freed From Desire“ europaweiten Erfolg erzielte. Harrer führte das Projekt ab 2015 allein weiter und leitet es seit neuestem gemeinsam mit dem Künstler Toby DEE.
Seit 2017 tritt Harrer unter seinem bürgerlichen Namen auf und hat bei namhaften Veranstaltungen wie Electrisize, Open Beatz, Ferdinands Feld und bei der Winter Edition des Tomorrowland Festivals als DJ aufgelegt. Seit 2019 hat er über 50 Songs und Remixe veröffentlicht, mit „3 Haselnüsse“ mit Jaques Raupé als seinem bisher größten Erfolg.

## Diskografie

### Fee_Dee
- DJ Sequenza – C U 2nite (Nessaja vs Fee_Dee Remix)
- DJ Sequenza – Tricky Tricky (Killmode Vs. Fee Dee Remix)

### Fun[k]House
- Freed From Desire
- What
- Gomorrha
- WTF

### Felix Harrer
- Gaayan
- Warm It Up
- Flute House Music (mit Sonic One)
- Capone
- Peloton
- Booble (mit Kuyano)
- Victory (mit Kuyano)
- Carbon
- Eisbär
- Goldener Reiter
- DANCE! (mit Sonny Marleen und Blackbonez)
- Your Lies (mit Jay Frog und Sunny Marleen)
- We Are Back EP (Retro Session Vol. 1) (mit Toby DEE und Fun[k]House) [enthaltene Songs: Children, Komodo, Kernkraft 400, Sandstorm]
- We Are Back EP (Retro Session Vol. 2) (mit Toby DEE und Fun[k]House) [enthaltene Songs: Axel F, Cambodia, Rhythm Is A Dancer, Astronomia]
- We Are Back EP (Retro Session Vol. 3) (mit Toby DEE und Fun[k]House) [enthaltene Songs: The Riddle, Freeloader, Riverside, Golden Pineapple]
- Merry Christmas Mr. Lawrence (mit Toby DEE und Fun[k]House)
- Dschinghis Khan (mit Paul Keen)
- Samba De Janeiro (mit Venga Venga)
- Major Tom (mit Justin Pollnik und Paul Keen)
- Stille Nacht (mit Justin Pollnik, Paul Keen und David Emde)
- Insomnia (mit Toby DEE und Fun[k]House)
- Kölsch Jung (mit Zac White und Thekensportlerz)
- Ich Bau Dir Ein Schloss
- Yeah! (mit Toby DEE und Fun[k]House)
- Kids (mit Toby DEE, Verox und Sacel)
- Bock Zu Feiern (mit Abrissgebeat und Schalldicht)
- All In (Lieblingslieder) (mit Pazoo und NoooN)
- Tarantella Napoletana (mit oberkellnerNR1 und Zac White)
- Schön ist es auf der Welt zu sein
- Sternenhimmel
- Codo (…düse im Sauseschritt)
- Skandal im Sperrbezirk (mit NoooN)
- Red Cups (mit Toby DEE, Schalldicht und Verox)
- 3 Haselnüsse (mit Jaques Raupé)
- Lady (mit TurnTableTimmie und Alex Megane)
- Schifoan (mit KYANU und Leopold Franz)
- Sweet Home Alabama (mit Blaikz und Toby DEE)
- Day-O (The Banana Boat Song) (mit Marc Blou)
- Fred vom Jupiter (mit DJane HouseKat und Empyre One)
- Tell Me (mit KYANU)
- Feier mich broke (mit Darius & Finlay)
- Blinded By The Light (mit Michael Mind Project und Manfred Mann’s Earth Band)
- Pusteblume (mit Aero und Jaques Raupé)
- Turn The Tide (mit Jerome (DJ))
- ´74 - ´75 (mit Iggy und Bad Unicorn)
- Strobo oder Mondlicht (mit STEEL und LEZA)
- Regenbogen (mit Isi Glück und Honk!)
- Little Lord Fauntleroy (mit LIMIC und PaSt)
- Fensterscheibe (mit Vivi Minu)
- Everyday (mit PaSt)

### Remixe
- Isi Glück – Mein Leben Ist Ein Club (Felix Harrer, BassWar & CaoX Remix)
- Isi Glück – So Viel Gemeinsam (Felix Harrer, BassWar & CaoX Remix)
- Blaikz & maloww. feat. David Emde – Follow You (Toby DEE & Felix Harrer Remix)
- Maverick & DJ Biene – Jim, beam mich zum Mond (Felix Harrer X Tom & Dexx Remix)
- Honk! X Isi Glück – Delfin (Felix Harrer Remix)
- Tobee – Helikopter 117 (Mach den Hub Hub Hub) (Felix Harrer Remix)
- Stefan Stürmer – Malle ist die geilste Galaxie (Felix Harrer Remix)
- R.I.O. x Deeperlove – Don't Stop Believin (Felix Harrer Remix)